# Semiothisa nigropunctata
Semiothisa nigropunctata là một loài bướm đêm trong họ Geometridae.